# 윤대성 (작가)
윤대성(尹大星, 1939년 2월 7일~2025년 1월 27일)은 대한민국의 극작가 겸 텔레비전 드라마 작가이며 서울예술대학교 명예교수이다.

## 주요 작품
함경북도 회령에서 출생하여 지난날 한때 황해도 해주에서 잠시 유아기를 보낸 적이 있으며 훗날 경성부에서 성장한 그는 1958년 극작가 첫 입문 후 1967년 동아일보 신춘문예 희곡부분에서 《출발》로 당선되면서 본격 등단하였다.

## 학력
- 보성고등학교
- 연세대학교 법학과
- 드라마센터 연극아카데미 연극과

## 경력
- 1973 ~ 1980 MBC TV 전속작가
- 1979 경찰청 명예경위
- 1980 ~ 2004 서울예술대학교 교수
- 2004 ~ 2007 한국예술종합학교 연극원 극작과 객원교수
- 2007 ~ 현재 서울예술대학교 교수
- 2011 ~ 현재 대한민국예술원 회원
- 2012 경찰청 명예경감
- 1980년 서울예술전문대학 전임 강사 취임

## 집필 작품

### 텔레비전 드라마
| 연도      | 제목                           | 방송사 | 유형     | 연출                        | 비고                            |  |
| --------- | ------------------------------ | ------ | -------- | --------------------------- | ------------------------------- |  |
| 1998      | 베스트극장 - 장밋빛 인생       | MBC    | 단막     | 김승수                      |                                 |  |
| 1994      | 박봉숙 변호사                  | SBS    |          | 김한영                      | [ 2 ]                           |  |
| 1991      | 베스트극장 - 귀거래사          | MBC    | 단막     | 김승수                      |                                 |  |
| 1991      | 고궁                           | MBC    | 특집     | 소원영                      |                                 |  |
| 1990      | 특종                           | MBC    | 특집     | 권이상                      | [ 3 ]                           |  |
| 1989      | 타오르는 강                    | MBC    | 특집     | 유길촌                      |                                 |  |
| 1988      | 푸른계절                       | MBC    | 주간단막 | 연출 다수                   | 작가 다수                       |  |
| 1987      | 베스트셀러극장 - 매혹          | MBC    | 단막     | 황인뢰                      | 원작자 (주찬옥 각색)            |  |
| 1986-1994 | 한지붕 세가족                  | MBC    | 일요아침 | 연출 다수                   | 작가 다수                       |  |
| 1986      | 베스트셀러극장 - 함정          | MBC    | 단막     | 이연헌                      |                                 |  |
| 1986      | 베스트셀러극장 - 맥            | MBC    | 단막     | 김승수                      |                                 |  |
| 1986      | 어둠속의 위대한 빛 서민 이호구 | MBC    | 특집     | 정문수                      |                                 |  |
| 1986      | 아버지, 우리 아버지            | MBC    | 특집     | 김승수                      |                                 |  |
| 1985-1986 | 당신                           | MBC    | 금요     | 김승수 황인뢰               | 사이코 드라마                   |  |
| 1985-1986 | 아빠, 우리 아빠                | MBC    | 금요     | 박종 황인뢰                 |                                 |  |
| 1985      | 외면                           | MBC    | 특집     | 정문수                      | [ 4 ]                           |  |
| 1985      | 잃어버린 시간                  | MBC    | 특집     | 김승수                      |                                 |  |
| 1984-1985 | 애처일기                       | MBC    | 일일     | 유길촌 박복만               | 캠페인 드라마 이홍구와 공동집필 |  |
| 1984      | 베스트셀러극장 - 유빙          | MBC    | 단막     | 김지일                      |                                 |  |
| 1984      | 베스트셀러극장 - 왕십리        | MBC    | 단막     | 박복만                      |                                 |  |
| 1983      | TV 문학관 - 벙어리 삼룡이      | MBC    | KBS1     | 단막                        | 맹만재                          |  |
| 1982-1984 | 박순경                         | MBC    | 주간단막 | 이연헌 김종학 유길촌 정지영 | 고영훈과 공동집필               |  |
| 1981      | TV 문학관 - 바우 덕이          | KBS1   | 단막     | 이정훈                      |                                 |  |
| 1981-1986 | 호랑이선생님                   | MBC    | 일일     | 연출 다수                   | 작가 다수                       |  |
| 1980      | 홍변호사                       | MBC    | 목요     | 이연헌                      |                                 |  |
| 1980      | 밭                             | MBC    | 특집     | 이연헌                      |                                 |  |
| 1979-1981 | 사랑의 계절                    | MBC    | 주간단막 | 연출 다수                   | 작가 다수                       |  |
| 1979      | 한국인                         | MBC    | 특집     | 이년헌                      |                                 |  |
| 1979      | 당신은 누구시길래              | MBC    | 일일     | 박철                        |                                 |  |
| 1978      | 미소                           | MBC    | 일일     | 이효영                      |                                 |  |
| 1978      | 알뜰가족                       | MBC    |          | 이연헌                      | 캠페인 드라마                   |  |
| 1977      | 특파원 001                     | MBC    | 일일     | 최종수                      | 어린이 드라마                   |  |
| 1975      | 잃어버린 얼굴                  | MBC    | 단막     | 이병훈                      |                                 |  |
| 1975-1980 | 추적                           | TBC    | 주간단막 | 연출 다수                   | 작가 다수                       |  |
| 1975      | 형사                           | TBC    | 일요     | 연출 다수                   | 작가 다수                       |  |
| 1975      | 토요무대 - 결혼                | TBC    | 단막     |                             | [ 10 ]                          |  |
| 1971-1989 | 수사반장                       | MBC    | 주간단막 | 연출 다수                   | 작가 다수                       |  |
| 1971-1972 | 일년 열두달 - 신촌 아줌마      | MBC    | 주간단막 | 연출 다수                   | 작가 다수                       |  |

### 영화
- 《열일곱 살의 쿠테타》 (각본, 1991)
- 《그들도 우리처럼》 (각본, 1990)
- 《추락하는 것은 날개가 있다》 (각본, 1990)
- 《방황하는 별들》 (원작자, 1986)
- 《내일 없는 추적》 (각본, 1977)

### 연극
이하 내용은 출판사 월인에서 발간한 자전 소설 《고백》의 저자 약력을 소개한 내용이다.
- 2012년 9월 극단 산울림 공연 《동행》 (산울림 소극장)
- 2011년 9월 극단 산울림 공연 《아름다운 꿈 깨어나서》 (산울림 소극장)
- 2010년 극단 산울림 공연 《한번만 더 사랑 할 수 있다면》 (산울림 소극장)
- 2007년 극단 산울림 공연 《꿈꿔서 미안해》 (산울림 소극장)
- 2005년 극단 신화 공연 《세 여인》 (아르코 예술극장 대극장)
- 2004년 극단 신화 공연 《사스가족》 (대학로 인켈 아트홀)
- 2002년 극단 미학 공연 《까페 부르문》 (학전 불르)
- 2001년 극단 예맥 공연 《타스마니아를 꿈꾸며》 (연강홀)
- 2001년 극단 미학 공연 《당신 안녕》 (문예회관 소극장)
- 1996년 배우협회 공연 《제국의 광대들》 (문예회관 대극장)
- 1994년 극단 민중 공연 《이혼의 조건》 (문예회관 대극장)
- 1993년 극단 미추 공연 《남사당의 하늘》 (국립극장 대극장)
- 1992년 극단 현대극장 공연 《두여자 두남자》 (현대예술극장)
- 1990년 극단 수업 공연 《목소리》 (국립극장 소극장)
- 1988년 극단 실험극장 공연 《사의 찬미》 (문예회관 대극장)
- 1985년~1989년 동랑 청소년 극단 《방황하는 별들》  《꿈꾸는 별들》  《불타는 별들》
- 1984년 실험극장 공연 《파벽》 (문예회관 대극장)
- 1982년 실험극장 공연 《신화 1900》 (문예회관 대극장)
- 1974년 극단 드라마센타 공연 《출세기》 (드라마센타)
- 1974년 극단 실험극장 《너도 먹고 물러나라》 (실험 소극장)
- 1973년 극단 산하 《노비문서》 (명동 국립극장)
- 1969년 실험극장 공연 《망나니》 (명동 국립극장)

### 뮤지컬
- 1987년 《한강은 흐른다》[12]

### 도서
- 《고백》 (월인, 2018)
- 《한 번만 더 사랑할 수 있다면》 (연극과인간, 2014)
- 《출세기》 (지식을만드는지식, 2014)
- 《노비 문서》 (지식을만드는지식, 2014)
- 《방황하는 별들》 (지식을만드는지식, 2014)
- 《윤대성 희곡전집》 전 4권 (평민사, 2004)
- 《당신 안녕》 (평민사, 2002)
- 《극작의 실제》 (예니, 1999)
- 《극작의 실제》 (공간미디어, 1995)
- 《남사당의 하늘》 (정우사, 1994)
- 《윤대성 희곡집》 (청하, 1990)
- 《신화 1900》 (1983)[13]

## 수상 경력
- 1967년 동아일보 신춘문예 희곡부분 당선 - 《출발》
- 1970년 동아연극상 신인희곡상 - 《망나니》[14]
- 1974년 현대문학상 신인문학상 희곡부문 - 《노비문서》, 《너도 먹고 물러나라》[15]
- 1970년 제6회 한국연극영화예술상 연극부문 신인상(희곡)
- 1974년 제10회 한국연극영화예술상 연극부문 희곡상 - 《노비 문서》
- 1980년 제7회 한국방송대상 극본상 - 《한국인》
- 1982년 대한민국연극제 희곡상 - 《신화 1900》[16]
- 1990년 제1회 춘사영화상 각본상 - 《그들도 우리처럼》
- 2001년 제23회 동랑 유치진 연극상[17]
- 대통령 표창

## 같이 보기
- 윤대성의 텔레비전 드라마 각본 목록